# Christel Van Dyck
Christel Van Dyck (Antwerpen, 14 februari 1961) is een Vlaamse radiopresentatrice, bekend van Radio 2.

## Levensloop
Christel Van Dyck studeerde kunstgeschiedenis. Haar radiocarrière begon in 1985 als redactrice bij Studio Brussel. In 1988 debuteerde ze als presentatrice op Radio 2 Limburg. Ze presenteerde er programma's als Het Eerste Bedrijf, Op Zoek naar Oscar, Kriebels en Tweestrijd. In 1993 volgde ze Lutgart Simoens op bij het programma Vragen staat vrij. In 2007 werd bij Van Dyck borstkanker vastgesteld en is ze enkele maanden afwezig. Van 2008 tot medio 2014 presenteerde ze het Radio 2-zaterdagochtendprogramma En nu serieus, eerst samen met Luk Alloo (2008-2012), later met Jan Verheyen (2012-2013), Michael Pas (2013-2014) en opnieuw Jan Verheyen (2014). Tussen 2014 en 2021 presenteerde ze op zondagochtend De rotonde. Ze was ook een vaste stem tijdens de 1000Klassiekers, de eindejaarslijst van Radio 2. Tijdens de zomer was Van Dyck regelmatig te horen in het avondprogramma Zomertijd op Radio2. Na De rotonde presenteerde ze op zondagochtend Radio2 Zintuigen, tot aan haar pensioen, eind juni 2023.
Huidig (anno 2022):
Luc Appermont · Cara Cobbaert · Anja Daems · Sandra Deakin · Karolien Debecker · Kim Debrie · Peter De Groot · Lars De Groote · Guy De Pré · Chris Dusauchoit · Dirk Ghijs · Peter Hermans · Wouter Landuyt · Filip Ledaine · Daan Masset · Caren Meynen · Sven Pichal · Marc Pinte · Harald Scheerlinck · Siska Schoeters · Benjamien Schollaert · Showbizz Bart · Sharon Slegers · Jo Van Damme · Niels Vandeloo · Sonny Vanderheyden · Cathérine Vandoorne · Christel Van Dyck · Ruben Van Gucht · Iris Van Hoof · Vanessa Vanhove · Britt Van Marsenille · David Van Ooteghem · Peter Verhulst · Dirk Vlaeyen · Pascal Vranckx · Albrecht Wauters
Voormalig:
Luk Alloo · Johan Anthierens · Nand Baert · Erik Baeyens · Wim Bary · Jos Baudewijn · Flor Berckenbosch · Marcel Beerten · Wilfried Bertels · Marc Brillouet · Els Broeckmans · Fred Brouwers · Edwin Brys · Ro Burms · Walter Capiau · Annemie Coppieters · Harry Creemers · Karel Daerden · Christoff · Conny De Boos · Hein Decaluwé · Jessie De Caluwe · Jo met de Banjo · Gust De Coster · Martin De Jonghe · Paula De Meulder · Els De Vuyst · Frank Dingenen · Michel Follet · Jacky Geerts · Jos Ghysen · Margriet Hermans · Irene Houben · Michel Ilsen · Rita Jaenen · Chris Jonckers · Tante Kaat · Luk de Laat · Jo Leemans · Leki · Kathy Lindekens · Kris Luyten · Micha Marah · Betty Mellaerts · Kaat Mendonck · Freek Neirynck · Line Ooms · Sven Ornelis · Katrien Palmers · Gerard Pollet · Julien Put · Hugo Raspoet · Niko Reynaert · Luk Saffloer · Karel Segers · Lennart Segers · Lutgart Simoens · Rudi Sinia · Dirk Somers · Dré Steemans · Jan Theys · Gene Thomas · Wiet Van Broeckhoven · Marc Van den Hoof · Dieter Vandepitte · Karin Van den Berghe · Thomas Van der Spiegel · Kurt Van Eeghem · Wim Van Gansbeke · Els Van Herzeele · Ilse Van Hoecke · Bert Van Molle · Jan Van Rompaey · Paula Van Wilder · Louis Verbeeck · Karel Vereertbruggen · Herwig Verhovert · Luc Verschueren · Johan Verstreken · Tom Vossen · Eddy Wally · Niels William · Edwin Ysebaert · Zaki